# Giovanni Castiglione (1742-1815)
Pour les articles homonymes, voir Giovanni Castiglione.
Giovanni Castiglione (né le 31 janvier 1742 à Ischia di Castro, dans le Latium, et mort le 9 janvier 1815 à Osimo) est un cardinal italien du XIXe siècle.

## Biographie
Giovanni Castiglione exerce diverses fonctions au sein de la Curie romaine. 
Le pape Pie VII le crée cardinal in pectore lors du consistoire du 23 février 1801. Sa création est publiée le 17 janvier 1803. 
Le cardinal Castiglione est membre de la Congrégation du Concile, de la Congrégation des évêques et rites, de la Congrégation de l'Index, de la Congrégation pour la bonne gouvernance et de la Congrégation des rites. Il est nommé évêque d'Osimo et Cingoli en 1808.

### Source
- Fiche du cardinal Giovanni Castiglione sur le site de la Florida International University